# Friedrich Franz (Metallurg)

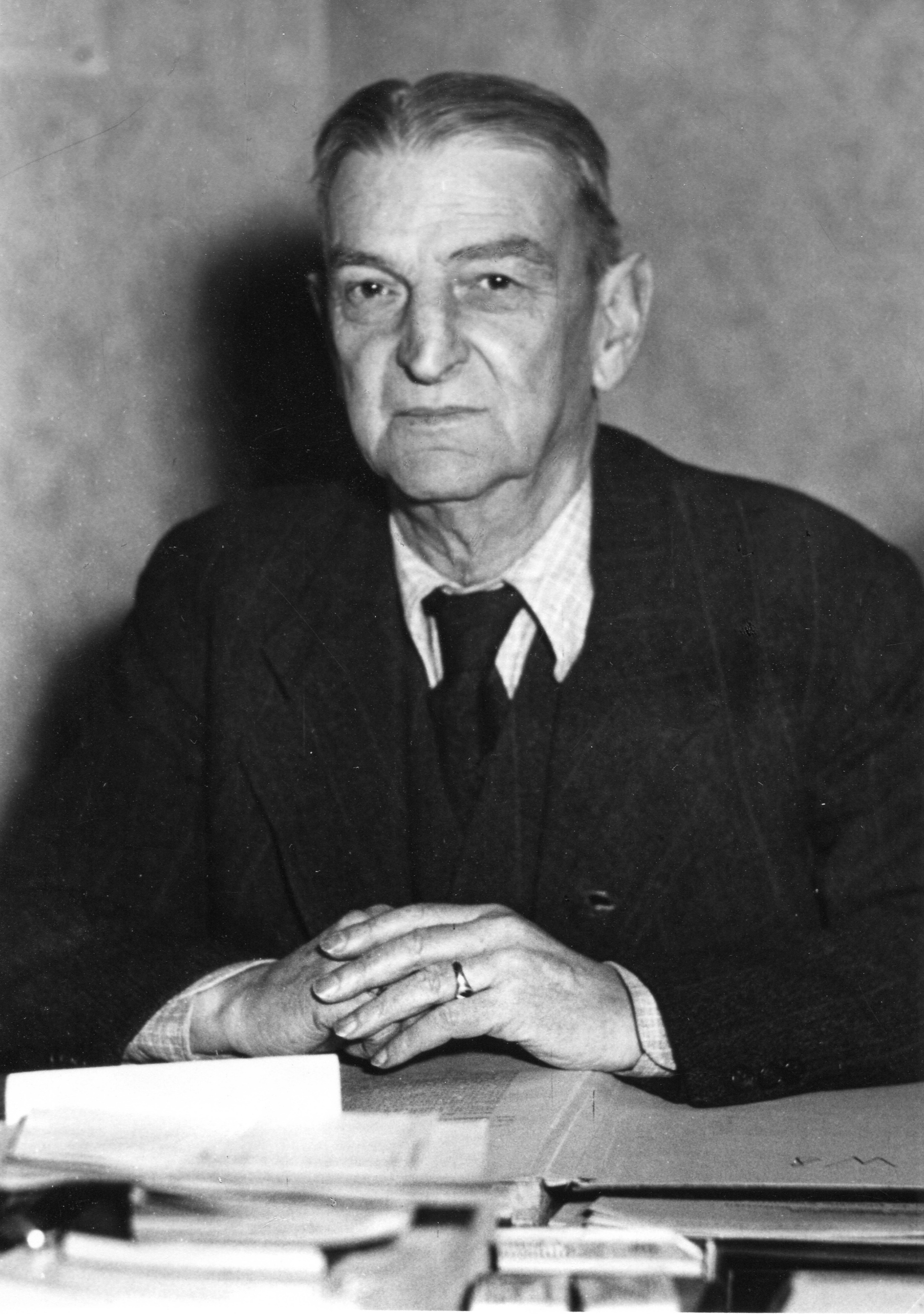
Friedrich Franz 1951

Friedrich Franz (* 25. August 1889 in Olbernhau; † 15. Oktober 1969 in Brandenburg an der Havel) war ein deutscher Eisenhüttenfachmann. Er leitete den Neuaufbau des Stahl- und Walzwerkes Brandenburg nach 1950.

## Leben
Im Jahre 1909 begann er sein Studium des Hüttenwesens an der Bergakademie Freiberg, wo er sich dem Corps Saxo-Borussia anschloss, dessen Senior er im WS 1910/11 und im SS 1911 war. Am Ersten Weltkrieg nahm er als Leutnant und Adjutant bei der Fußartillerie teil. Er erhielt das Eiserne Kreuz II. und den Königl. Sächs. Albrechtsorden 2. Klasse mit Schwertern. Das Studium schloss er 1917 als Diplomingenieur ab. Erste Berufserfahrung sammelte er ab 1918 im Stahlwerk Riesa. 1922 wechselte er ins Rheinland, zunächst nach Hamborn und dann nach Düsseldorf. 1926 wurde er Betriebsleiter auf der Gutehoffnungshütte (GHH) in Oberhausen. Zum 1. Mai 1933 trat er der NSDAP bei (Mitgliedsnummer 3.404.081). 1940 übernahm er die Betriebsleitung des Drahtwerks Gelsenkirchen.
1941 wurde er Betriebsdirektor des Hochofenstahlwerkes Kneuttingen im besetzten Lothringen, ab 1943 in Rombach bei Metz. Hier wurde er 1944 von der Gestapo verhaftet, weil er den Krieg verloren sah. 1945 unterstützte er den Technischen Direktor der Maxhütte in Unterwellenborn, die zum Flick-Konzern gehört. Die sowjetische Militäradministration ernannte ihn zum neuen Betriebsleiter dieses Werkes. 1947 wechselte er zum Stahlwerk Thale. 1950 wurde er Technischer Direktor des Stahl- und Walzwerks Brandenburg.

## Aufbauwerk in Brandenburg
Nach 1945 wurde das bis dahin zum Flick-Konzern gehörende Stahl- und Walzwerk Brandenburg vollständig demontiert. 1947 war es ein Trümmerberg und Schrotthaufen.
Am 1. Dezember 1949 erhielt Friedrich Franz den Auftrag, als Technischer Direktor ein neues Stahl- und Walzwerk mit aufzubauen. Am 15. Februar 1950 wurde der Grundstein zum neuen Stahlwerk gelegt. Rund 4.000 Menschen waren auf dieser Baustelle tätig, Baumaschinen hatten Seltenheitswert. Ein heute fast unglaubliches Bautempo wurde damals vorgelegt, um unter den widrigen Zeitumständen das Werk aus dem Boden zu stampfen. Am 20. Juli 1950, nicht mal 6 Monate nach Baubeginn, wurde der erste Siemens-Martin-Ofen erstmals abgestochen. Bis 1953 entstand die große Halle mit 10 Siemens-Martin-Öfen und die Generatorhalle, in der das Generatorgas aus Rohbraunkohle erzeugt wurde.
Friedrich Franz engagierte sich in hohem Maße in seiner Aufgabe, sowohl in der Planung und Baudurchführung, in der Produktionsorganisation wie auch bei der Weiterbildung und in sozialen Fragen der Beschäftigten. Seine gerechte Strenge als Vorgesetzter, sein Arbeitseifer und seine Hinwendung zur Belegschaft trugen ihm bei dieser den ehrenvollen Spitznamen Papa Franz ein.
Nach der ersten Aufbauphase, die 1953 endete, leitete Friedrich Franz das Werk noch bis Mitte 1956. Danach war er als technisch-wissenschaftlicher Mitarbeiter des Werkdirektors tätig, bis er Ende 1958 in den Ruhestand ging. Er schrieb auch viele Artikel für die Betriebszeitung sowie auch ein Fachbuch und engagierte sich in seinem Fachgebiet in der Kammer der Technik.

## Ehrungen
In Brandenburg an der Havel ist die Friedrich-Franz-Straße im ehemaligen Stahlwerksgelände nach ihm benannt.